# Alajärvi (sjö i Kolari, Lappland, Finland)
Alajärvi eller Ala Naamilompolo(?) är en sjö i Finland. Den ligger i kommunen Kolari i landskapet Lappland, i den norra delen av landet, 800 km norr om huvudstaden Helsingfors. Ala Naamilompolo ligger 195,4 meter över havet. Arean är 26,5 hektar och strandlinjen är 2,61 kilometer lång. Sjön  ingår i Torne älvs huvudavrinningsområde. 